# Galleria della Guinza
La galleria della Guinza è un traforo stradale a canna unica, completato allo stato grezzo ma non ancora aperto al traffico, situato nell'Appennino umbro-marchigiano, situata fra Bocca Trabaria a nord e Bocca Serriola  a sud. La sua costruzione rientra nel più ampio progetto di realizzazione della strada europea E78, comunemente nota con il nome di superstrada Fano - Grosseto o Superstrada dei Due Mari, andando a creare un asse trasversale, oggi mancante, tra il versante adriatico e quello tirrenico di questa parte dell'Italia centrale. L'E78 fa parte della rete stradale trans-europea.

## Caratteristiche e ubicazione
La galleria ha inizio sul versante marchigiano nel territorio del comune di Mercatello sul Metauro (PU), dove il tracciato della costruenda E78, per ora solo impostato, lascia la valle del fiume Metauro per risalire lo stretto canalone del torrente Sant'Antonio, alla sommità del quale in località Guinza a circa 560 metri di quota è situato il portale d'ingresso. Dopo un percorso di 5.960 metri il tunnel termina sul versante umbro (581 m s.l.m.) ad ovest di località Parnacciano, nel comune di San Giustino (PG), da dove la strada dovrebbe ridiscendere verso la Val Tiberina. La sua lunghezza ne farebbe il sesto tunnel stradale per estensione in territorio italiano. Il tracciato della galleria raggiunge il punto più elevato a circa 200m dal portale d'ingresso sul lato umbro (581.4 m s.l.m.). Da tale punto in poi il tracciato ha un andamento discendente verso il portale marchigiano con una pendenza di circa lo 0.5%. La sezione trasversale ha un diametro di circa 10m con arco superiore ed arco rovescio in calcestruzzo armato.

## Storia
Il progetto di un traforo a doppia canna attraverso l'Appennino come asse portante della nuova superstrada Fano - Grosseto risale agli anni ottanta. I lavori per lo scavo del primo tubo, costati circa 500 miliardi di lire, sono iniziati negli anni novanta e si sono conclusi nel 2004. Da allora i cantieri si sono interrotti a causa dei finanziamenti mancanti per la costruzione del secondo tubo e di indecisioni riguardo al tracciato di collegamento con la strada europea E45 sul versante umbro. Negli ultimi mesi del 2009 tuttavia il Ministro delle Infrastrutture e dei Trasporti Altero Matteoli ha promesso la ripresa dei lavori in tempi brevi. Una volta completata, l'opera assicurerà un collegamento veloce tra Marche e Toscana, prendendo il posto dell'attuale e meno agevole percorso culminante nel valico di Bocca Trabaria a 1.049 metri di quota, il quale presenta caratteristiche di strada di montagna.
Nel 2018 la progettazione ANAS si è concentrata in modo esclusivo sul tratto tra Parnacciano nel Comune di San Giustino e Mercatello sul Metauro; il progetto definitivo prevedeva l’apertura della galleria della Guinza e della restante parte dell’infrastruttura già realizzata in territorio marchigiano ad unica carreggiata con doppio senso di marcia e l'immissione temporanea del traffico nella viabilità ordinaria (nella strada comunale passante per Mercatello, via Ca’ Lillina),. Il progetto è passato al vaglio del Consiglio superiore dei lavori pubblici nel novembre 2018 la cui indicazione è stata quella di riprendere il vecchio progetto a due carreggiate che quindi prevede la realizzazione della seconda canna della galleria della Guinza.
Nel mese di maggio 2019 il Ministro delle Infrastrutture Danilo Toninelli ha annunciato la nomina di un commissario straordinario per il completamento della Galleria della Guinza.
La galleria, essendo parte della rete stradale trans-europea, ricade in ambito di applicazione della direttiva europea 54/2004 riguardante i requisiti minimi di sicurezza per gallerie della rete stradale trans-europea con lunghezza superiore a 500 m. Ne consegue che qualsiasi progettazione finalizzata all'apertura al traffico della galleria dovrà seguire rigidi criteri atti a garantire il transito dei veicoli nella galleria con elevati criteri di sicurezza. Ciò aumenterà anche i tempi di realizzazione.

### La ripresa dei lavori
Dopo oltre venti anni di blocco dei cantieri, nell'ottobre 2024 sono ripresi gli interventi in particolare per adeguare la SP200 - Parnacciano al fine di utilizzare la sola canna realizzata per la viabilità locale. L'apertura è prevista nel 2026.
Nel lungo termine è in previsione una seconda canna e l'intera strada europea E78 verrà portata a regime superstradale.
Mentre prosegue l'adeguamento dei tratti già realizzati della con l'allargamento da due a quattro corsie di diverse strade preesistenti, la cantierizzazione dei nuovi lotti approvati e l'approvazione dei lotti mancanti, il completamento dell'opera vede l'opposizione di alcuni comuni presso il confine umbro-toscano.

## Curiosità
- La galleria è stata oggetto di una manifestazione di protesta durata per tre giorni e due notti con pernottamento in tenda, dal 24 ottobre 2010 al 26 ottobre 2010, da parte dei presidenti delle Province più direttamente coinvolti alla realizzazione dell'infrastruttura: presidente della Provincia di Pesaro e Urbino Matteo Ricci, presidente della Provincia di Perugia Marco Vinicio Guasticchi e presidente della Provincia di Arezzo Roberto Vasai, per protestare contro gli eterni ritardi nella realizzazione dell'opera.[19][20]
- A fine marzo del 2012 la galleria è stata sgomberata poiché all'interno era stata installata una segheria di legname abusiva.[21][22]
- Il Comitato intervalle "Apriamo la Guinza" composto da cittadini dell'Alta Valle del Tevere umbra e Toscana, dell'Alta valle del Metauro e della Valle del Foglia, ha raccolto oltre 3500 firme al fine di chiedere la messa in sicurezza, l'ammodernamento ed il collegamento alla viabilità ordinaria di fondo valle (ss73/bis e ss3/bis), con una moderna 2 corsie, della galleria e degli oltre 4 km di infrastruttura viaria a quattro corsie realizzati e abbandonati nel comune di Mercatello sul Metauro.
- l'ex consigliere regionale dell'Umbria Gianluca Cirignoni (Lega Nord) ed ex commissario per il partito in Umbria ha organizzato, insieme ai militanti leghisti, svariati "Guinza Day" il primo dei quali nel 2008 con presidio diurno e notturno della galleria abbandonata; nel corso di questi eventi i militanti hanno percorso in auto ed a piedi in notturna il tratto di circa 12 km di strada sterrata che collega i due ingressi del tunnel, oltre che percorrere a piedi il tunnel stesso.[23]
- l'ex consigliere regionale dell'Umbria Gianluca Cirignoni ha scritto un libro ambientato nei luoghi della Guinza e nella Galleria stessa intitolato "Tunnel di Paura" la cui trama gira intorno alla galleria abbandonata e alla sua costruzione.[24]
- In vista delle elezioni regionali 2020 delle Marche il 6 Settembre 2020 Fratelli d'Italia organizza un flash mob alla Galleria della Guinza a cui partecipa Giorgia Meloni.[25]